# Comisión Mixta de Control Parlamentario de la Corporación RTVE y sus Sociedades
La Comisión Mixta de Control Parlamentario de la Corporación RTVE y sus Sociedades es una comisión conjunta de las Cortes Generales integrada por miembros del Senado y del Congreso de los Diputados que se encarga de ejercer el control parlamentario sobre la Corporación de Radio y Televisión Española y sus sociedades, así como velar por el cumplimiento de las funciones de servicio público que tienen encomendadas.
Esta comisión mixta se constituyó por primera vez en 2007, dando cumplimiento al mandato establecido en la Ley de la Radio y la Televisión de Titularidad Estatal de 2006. Anteriormente, la ley de 1980 sólo preveía que la cámara baja realizase dicho control parlamentario, existiendo una comisión permanente en el Congreso a tal efecto.

## Presidentes
| Cargo      | Presidente                      | Partido político | Circunscripción | Mandato   |
| ---------- | ------------------------------- | ---------------- | --------------- | --------- |
| Diputado/a | Rogelio Baón Ramírez            | EAJ-PNV          | Guipúzcoa       | 2007-2008 |
| Diputado/a | Luisa Fernanda Rudi Úbeda       | PP               | Zaragoza        | 2008-2011 |
| Diputado/a | Juan Carlos Aparicio Pérez      | PP               | Burgos          | 2008-2011 |
| Diputado/a | José María Barreda Fontes       | PSOE             | Ciudad Real     | 2012-2015 |
| Diputado/a | Emilio del Río Sanz             | PP               | La Rioja        | 2016-2017 |
| Diputado/a | José Ignacio Echániz Salgado    | PP               | Madrid          | 2017-2018 |
| Diputado/a | Antonio Pablo González Terol    | PP               | Madrid          | 2018      |
| Diputado/a | Jordi Roca Mas                  | PP               | Tarragona       | 2018-2019 |
| Diputado/a | Antonio José Cosculluela Bergua | PSOE             | Huesca          | 2020-2023 |

## Subcomisiones o ponencias

### En funcionamiento
| Nombre | Presidente | Mandato                       | Refs. |
| --- | ---------- | ----------------------------- | ----- |
| Subcomisión encargada de redactar la propuesta de Mandato-marco a la Corporación RTVE previsto en el artículo 4 de la Ley 17/2006, de 5 de junio, de la radio y la televisión de titularidad estatal (154/9) | -          | 11 de mayo de 2021-actualidad | [ 3 ] |

### Históricas
| Nombre                                                                                 | Presidente | Mandato                                         | Refs. |
| -------------------------------------------------------------------------------------- | ---------- | ----------------------------------------------- | ----- |
| Subcomisión encargada de redactar la propuesta de mandato-marco de la Corporación RTVE | -          | 22 de noviembre de 2007-12 de diciembre de 2007 | [ 4 ] |